# Nijlgans
De nijlgans (Alopochen aegyptiaca), ook wel vosgans of Egyptische gans genoemd, is een eendachtige vogel uit de familie Anatidae (zwanen, ganzen en eenden). In deze familie wordt de soort in de onderfamilie Tadorninae (halfganzen) geplaatst. Anders dan de naam nijlgans doet vermoeden, behoort hij niet tot de onderfamilie Anserinae (zwanen en ganzen). De oude Egyptenaren beschouwden de nijlgans als een heilig dier en beeldden hem regelmatig af in hun kunst.

## Beschrijving

### Uiterlijke kenmerken
De lichaamslengte bedraagt 63 tot 73 cm en het gewicht 2,5 kg. Het verenkleed van beide geslachten is gelijk.

### Leefwijze
De nijlgans leeft voornamelijk op het land, hoewel hij goed kan zwemmen. In het broedseizoen verdedigt hij een territorium agressief, ook onderling zijn ze weinig verdraagzaam. Agressiviteit is een handelsmerk van deze soort. Ze passen brute kracht toe om het nest van een andere vogel in te pikken - waarvan vooral grauwe ganzen, maar ook roofvogels, kraaien, eenden en dergelijke het slachtoffer kunnen zijn. Pullen van andere eendachtigen worden als het zo uitkomt verdronken.

### Voedsel
De vogel eet zaden, bladeren, grassen en stengels. Af en toe eet dit dier sprinkhanen, wormen en andere kleine dieren.

### Voortplanting
Broeden gebeurt vooral in holen in de stam van grote bomen. Het vrouwtje bouwt een nest van riet, bladeren en gras. Om de beurt bebroeden vrouw en man de eieren. Beide ouders zorgen voor de jongen tot ze zelfstandig zijn.

## Verspreiding

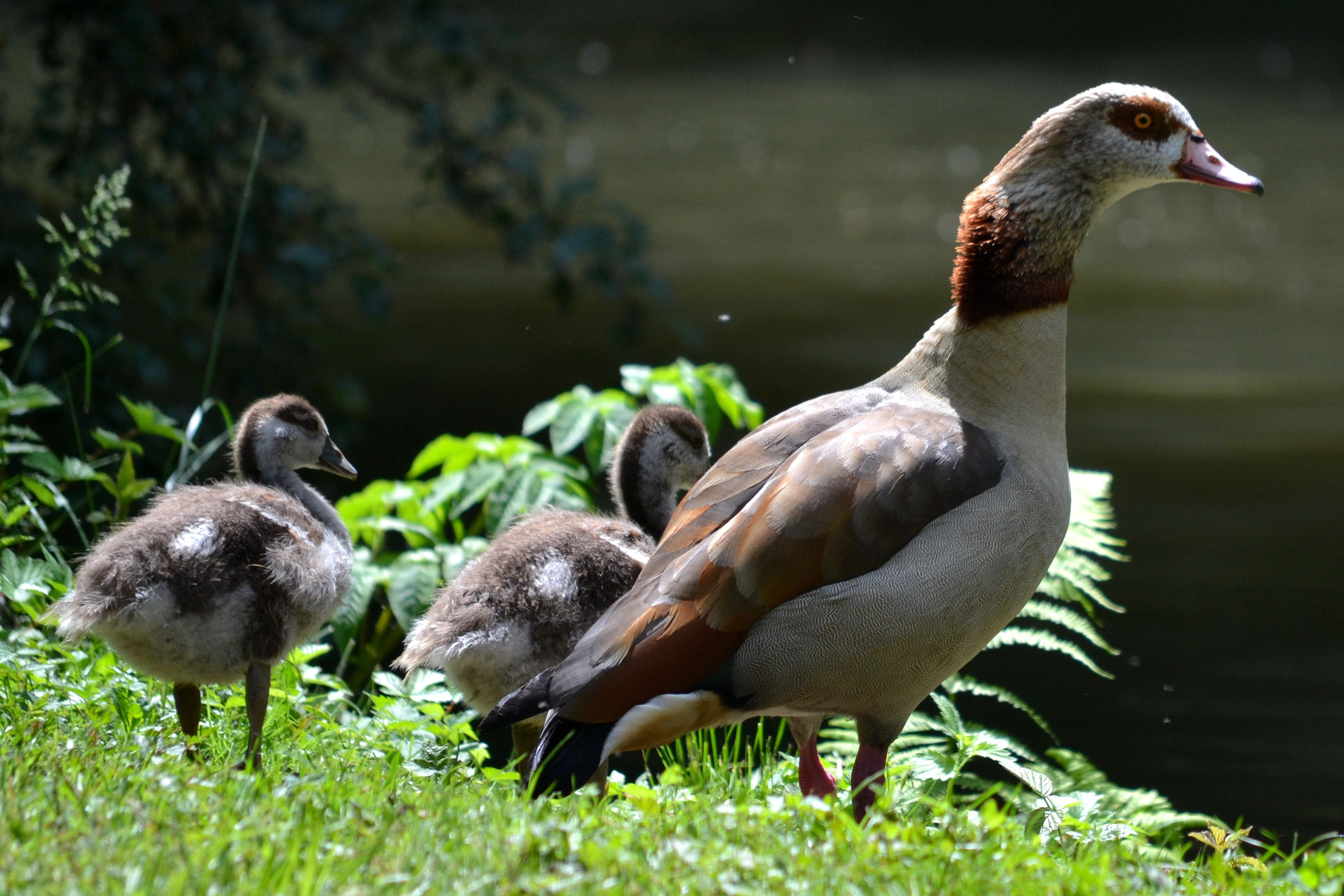
Nijlgans met jongen

De soort komt algemeen voor in Afrika in het dal van de Nijl, maar verder door het hele continent ten zuiden van de Sahara. De leefgebieden liggen langs meren, rivieren en in moerassen. De vogel mijdt gebieden met woestijnen en dichte bossen.
Ontsnapte siervogels vormden na de jaren 1960 verwilderde populaties in Oostenrijk, België, Denemarken, Nederland, Groot-Brittannië en de Verenigde Arabische Emiraten. Zij leven daar als exoten.

### Nederland
In Nederland komt de nijlgans sinds 1967 voor als exoot. Omstreeks 1999 bedroeg het aantal broedvogels 4500 tot 5000 paar en omstreeks 2009 bedroeg dit aantal 10.000 tot 13.900 paar. Het tempo van toename lag rond 1980 bij de 25% per jaar en vlakte rond 2010 af tot 6% per jaar. In de vogelatlas van 2018 wordt het aantal broedparen ingeschat op tussen de 6900 en 11400 paren.

### België
Uit in de winter uitgevoerde tellingen blijkt een toename van de soort vanaf midden jaren 1990. In de winter van 1995-1996 werden in Vlaanderen maximaal 275 nijlganzen geteld. Dit aantal loopt op tot 1253 in 2000-2001. Sinds  2007  tot  in elk geval 2012 stagneert het aantal nijlganzen. Er worden 's winters 3000 tot 4000 individuen geteld. Ondanks de inspanningen om de soort te controleren via afvangst, prikken van eieren en jacht  blijkt uit de ABV-tellingen en de zomerganzentellingen  dat Nijlgans nog steeds toeneemt in Vlaanderen . In Wallonië nam de soort nog sterk toe van ca. 30 broedparen eind jaren 1990 tot 330-590 broedparen in 2007.

## Status

### Invasieve exoot
De nijlgans staat sinds augustus 2017 op de Unielijst met invasieve exoten van de Europese Unie. Een soort die op deze lijst staat, mag onder andere niet worden verkocht en gehouden. Verder geldt voor lidstaten de plicht om in de natuur aanwezige populaties op te sporen, te verwijderen, of als dat niet lukt, zodanig te beheren dat verspreiding en schade zoveel mogelijk wordt voorkomen - tenzij er goede redenen zijn om dat niet te doen.
De nijlgans heeft een enorm groot verspreidingsgebied en daardoor is er weinig kans op uitsterven. De grootte van de wereldpopulatie is niet gekwantificeerd. In Afrika wordt veel op de vogel gejaagd en daar nemen de aantallen af. Het tempo van de achteruitgang ligt onder de 30% in tien jaar (minder dan 3,5% per jaar). Om deze redenen staat de nijlgans als niet bedreigd op de Rode Lijst van de IUCN.

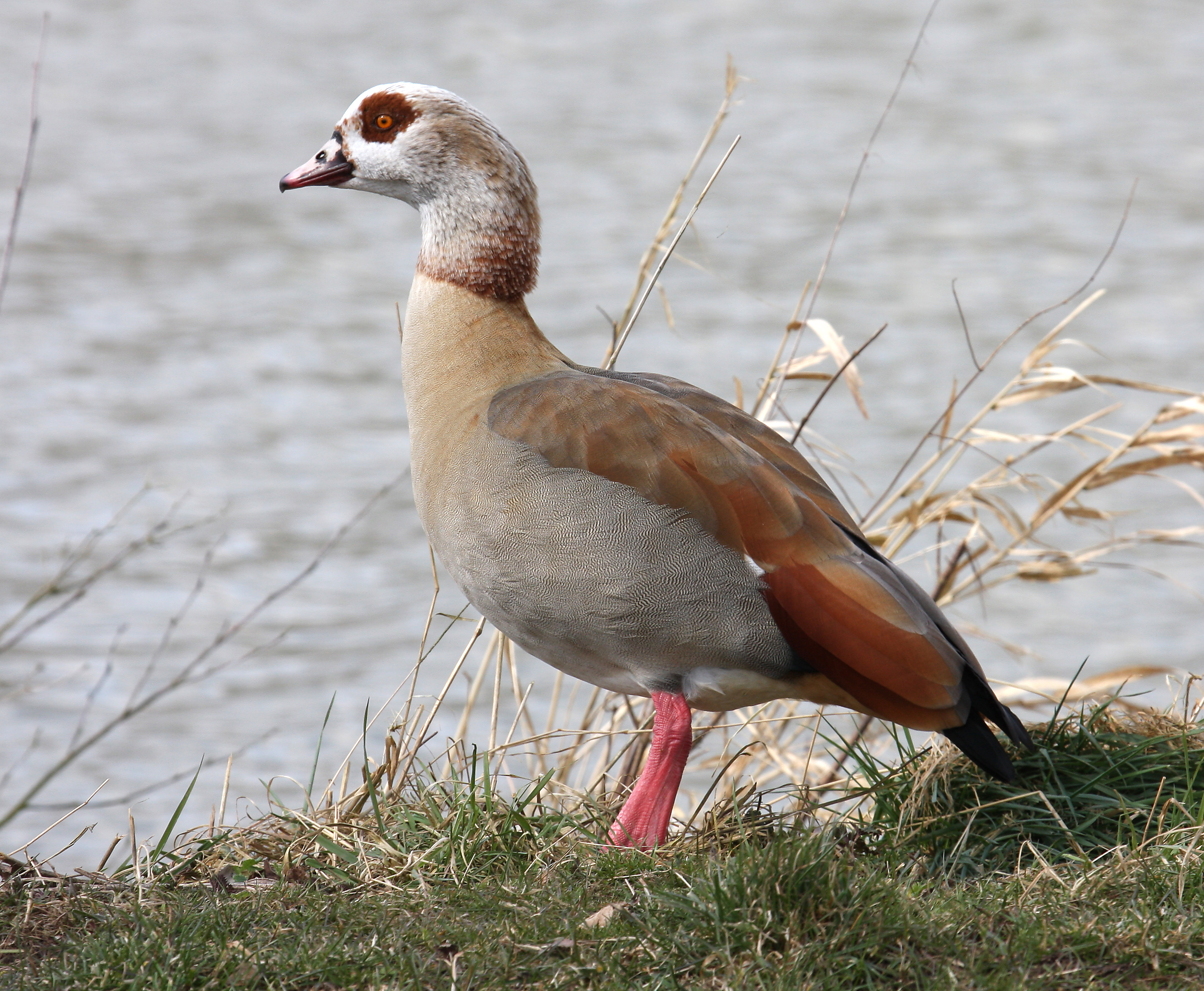
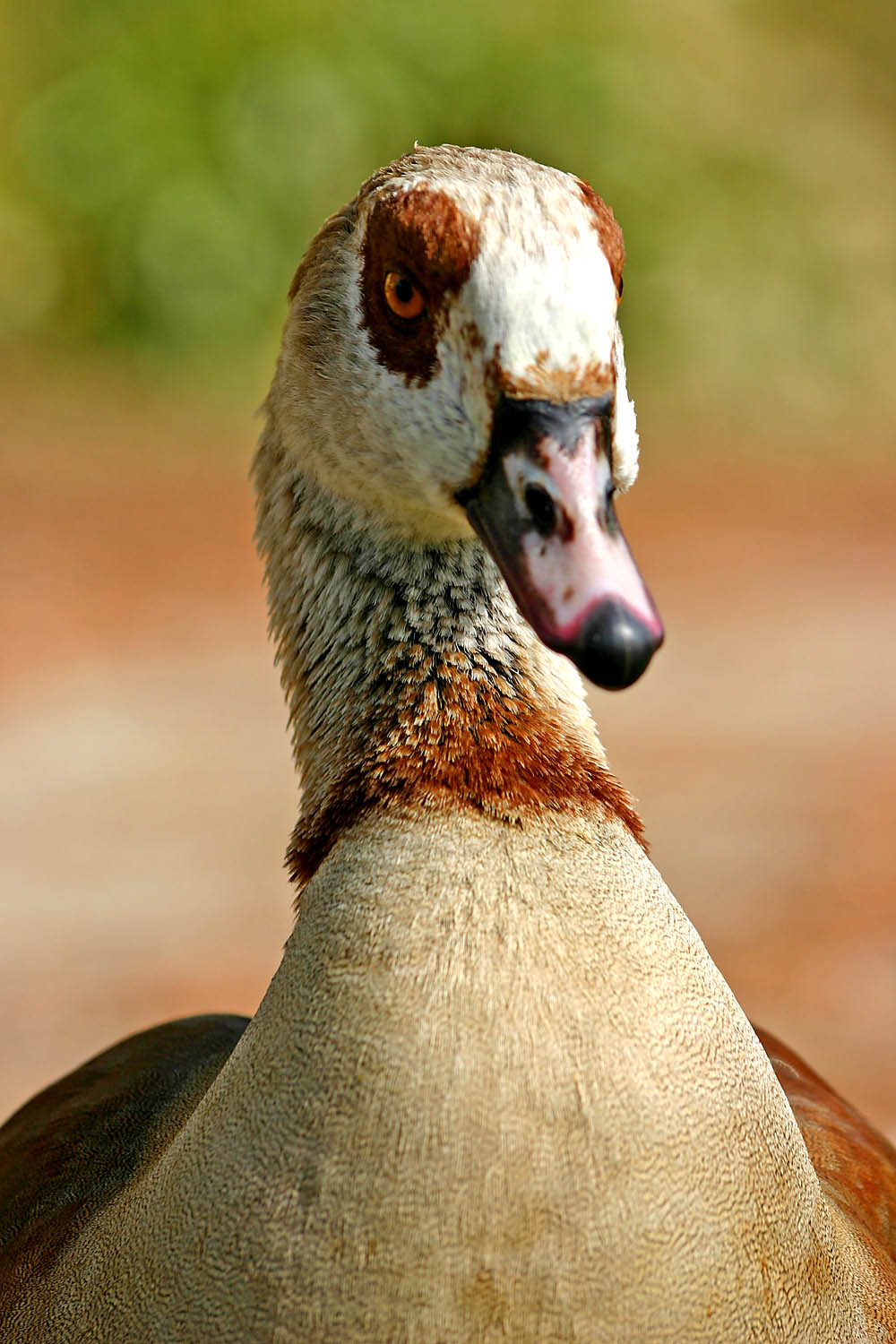
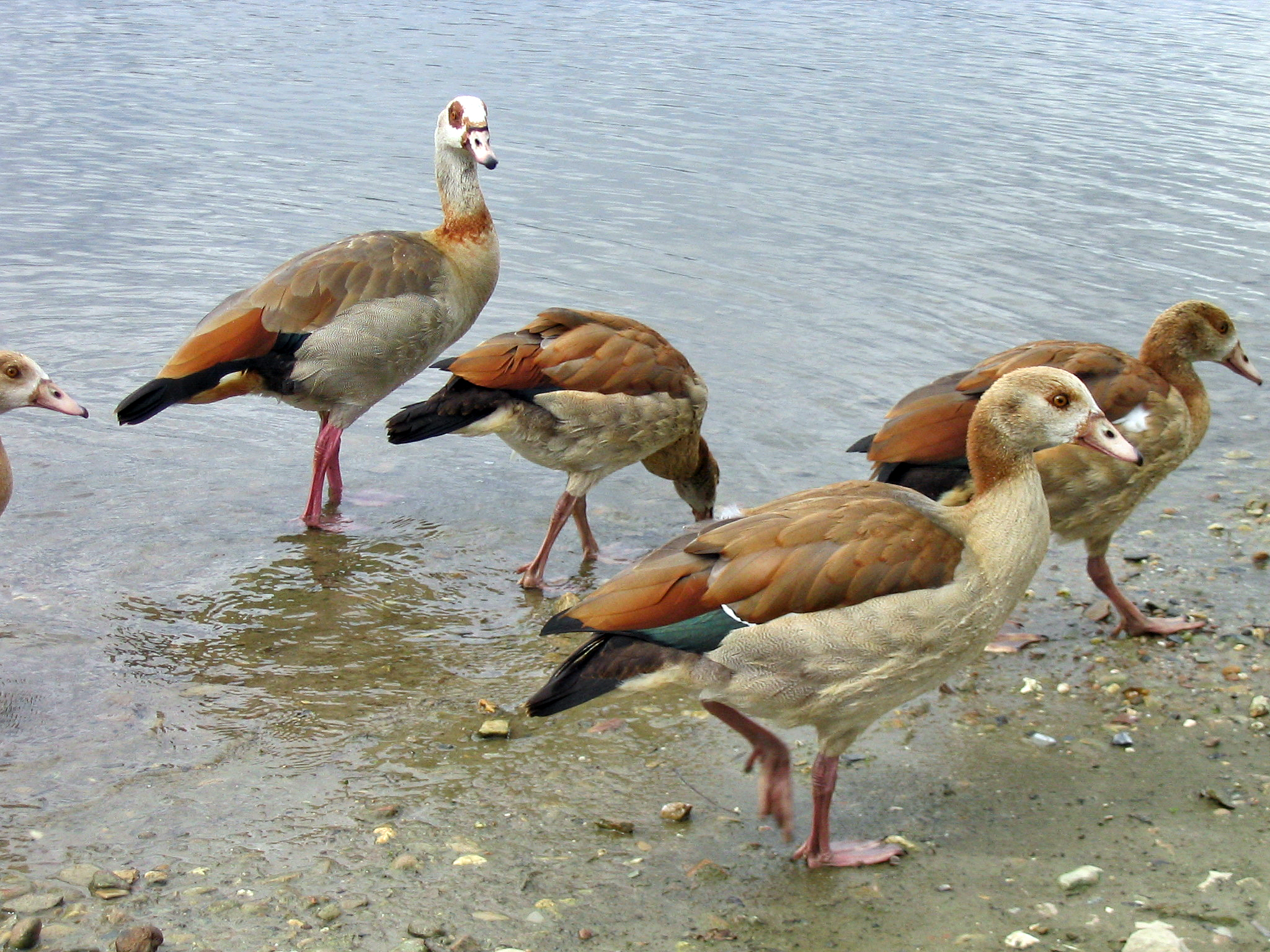
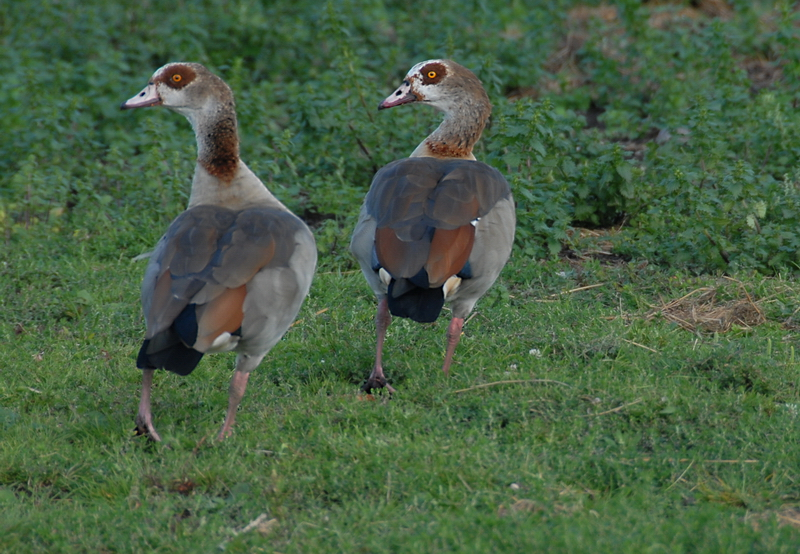
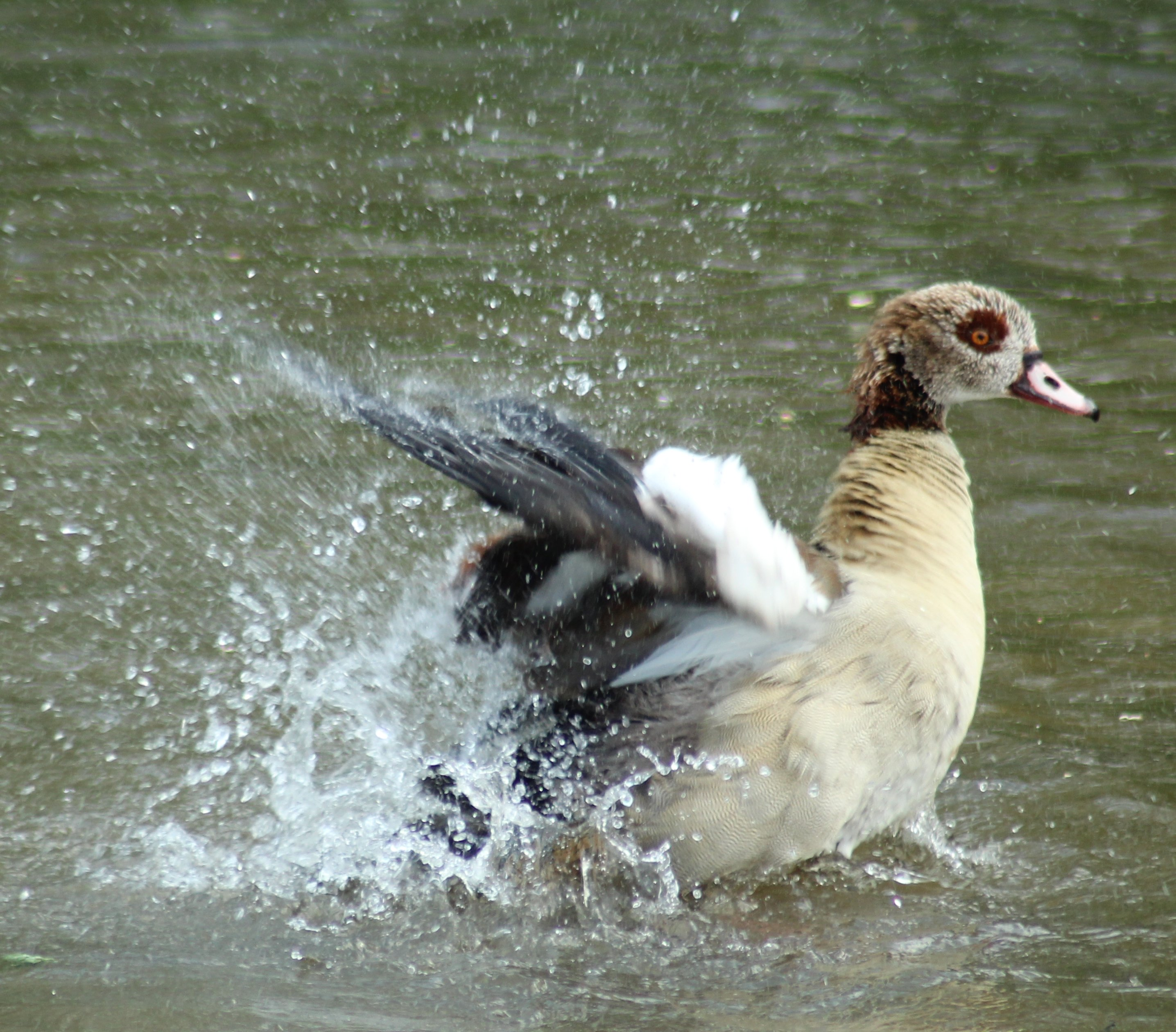